# Kabizi (vattendrag i Burundi, Kayanza)
Kabizi är ett vattendrag i Burundi.   Det ligger i provinsen Kayanza, i den nordvästra delen av landet, 60 kilometer nordost om huvudstaden Bujumbura.
Omgivningarna runt Kabizi är en mosaik av jordbruksmark och naturlig växtlighet. Runt Kabizi är det tätbefolkat, med 735 invånare per kvadratkilometer.